# ニュー・プレイス

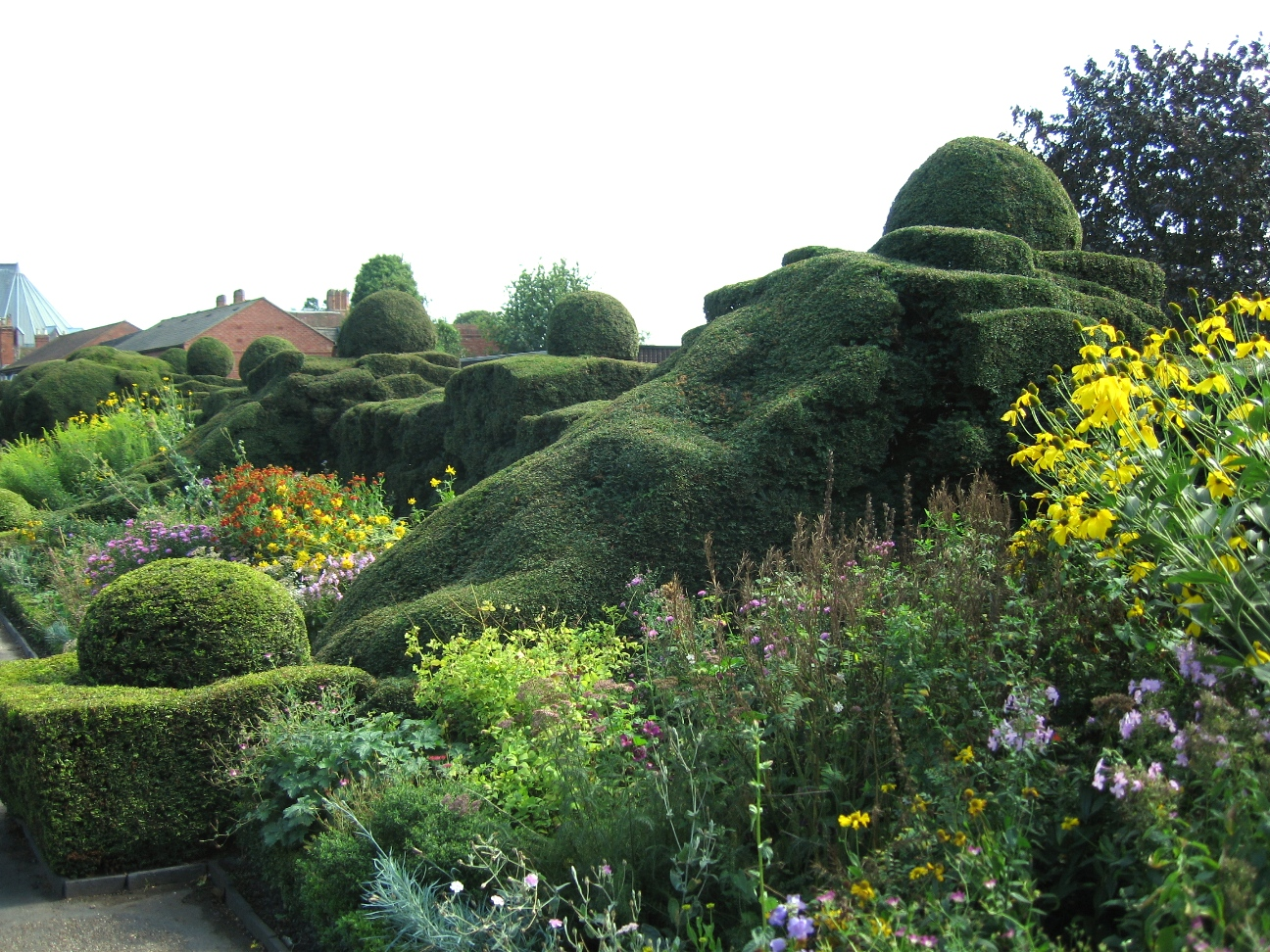
ニュー・プレイスのグレート・ガーデン

ニュー・プレイス(英語: New Place）はストラトフォード・アポン・エイヴォンにあるウィリアム・シェイクスピアの最後の居住地であり、1616年にシェイクスピアが亡くなった場所である。家屋は残っていないが、跡地をシェイクスピア・バースプレイス・トラストが所有し、一般に公開している。

## 初期の歴史
家はチャペル・ストリートとチャペル・レーンが交差する一角に建っており、街で2番目に大きな住居であったらしい。家は裕福なロンドンの呉服商であり、後にロンドン市長となったヒュー・クロプトンによって1483年に建てられた。木とれんがで建てられており（当時のストラトフォードでは革新的であった）、10個の暖炉や5個の均整のとれた破風を備えており、さらに果樹園と2棟の納屋を置くのに十分な大きさの土地があった。
1496年、ヒュー・クロプトンは遺書によってニュー・プレイスを甥の息子でウィリアム・クロプトン1世(1521年5月29日没)と、その後はクロプトン家の男子後継者に残すことを定めた。クロプトン1世は、息子のウィリアム・クロプトン2世に対する復帰権付きで生涯不動産権を妻のローズ(1525年8月17日没)に譲与した。1543年11月にクロプトン2世はニュー・プレイスを外科医のトーマス・ベントリー(1549年没)に40年間貸すことにした。トーマスは妻のアンに賃貸借契約の生涯不動産権を残したが、これはアンが寡婦であることが条件であった。アンは再婚しリチャード・チャーノックの妻となったため、クロプトン2世がニュー・プレイスの所有権を取り戻した。クロプトン2世はスタッフォードシャーのEnvilleのサー・エドワード・グレイの娘のエリザベス・グレイと結婚しウィリアム・クロプトン3世(1537年-1592年)が生まれ、1560年のクロプトン2世の遺書によってニュー・プレイスはクロプトン3世のものとなった。1563年12月20日、姉の結婚持参金とイタリア旅行を続けるための金の工面に困ったクロプトン3世は、数年間すでにそこに住んでいたウィリアム・ボットにニュー・プレイスを売った。1567年に、ボットはニュー・プレイスをウィリアム・アンダーヒル1世(1523年-1570年3月31日)に売った。彼はインナー・テンプルの弁護士でウォリックの巡回裁判の書記官であり、ウォリックシャー州でかなりの土地を持っていた。

## シェイクスピアへの売却
1570年にアンダーヒル1世が亡くなったことにより、ニュー・プレイスは息子のウィリアム・アンダーヒル2世(1597年没)が相続した。そしてアンダーヒル2世は1597年にニュー・プレイスを60ポンドでウィリアム・シェイクスピアに売った。アンダーヒル2世は2ヶ月後に亡くなり、彼は息子であり相続人であるフルク・アンダーヒルによって毒殺されていたことが明らかになった。1598年5月にフルク・アンダーヒルは未成年のまま亡くなり、彼が父親を殺したという事実が明らかになったのは彼の死んだ後のことであったといわれる。。
しかし他の説によれば、彼は父親を殺したため1599年に絞首刑にされ、重罪によって私権を剥奪されたことにより、ニュー・プレイスを含む彼の財産は王の政府によって没収されてしまったともいわれる。1602年に財政裁判所は父を殺したアンダーヒルの財産を調査するよう命じている。フルクの一番下の弟であるハーキュリーズ・アンダーヒルが1602年に成人すると、ハーキュリーズは父の財産を再度下付された。そしてシェイクスピアとニュー・プレイスの売却について確認する交渉を行った。

## シェイクスピアの死後
1616年に家はシェイクスピアの娘のスザンナ・ホールに渡り、ついで孫娘であるエリザベス・ホールへと渡った。エリザベスは最初の夫のトマス・ナッシュが亡くなって、再婚したばかりであった。ナッシュはニュー・プレイスの隣に家を持っていた。エリザベスの死後、ニュー・プレイスはクロプトン家に返された。
1702年にジョン・クロプトンはもとのニュー・プレイスを大きく改築したか、建て直すかした(同時代の絵によると後者であるらしい)。1759年、当時の所有者であった牧師のフランシス・ガストレルは、家とシェイクスピアが植えたといわれる庭のクワの木を見ようと訪れてくる観光客に嫌気がさし、木を切り倒してしまった。報復として、町民はニュー・プレイスの窓を割った。ガストレルは庭を広げることに対して地域の許可を求めたが、申請が却下されたばかりか、不動産税を増額されたため、怒りのあまりついに家全体を破壊した。このことは住民を怒らせ、結局ガストレルは町から追い出されてしまった。
シェイクスピア・バースプレイス・トラストは1876年にニュー・プレイスとナッシュの家を買収した。今日では、隣のナッシュの家にある博物館からニュー・プレイスの跡地を訪れることができる。

## 考古学的発掘
ナッシュの家の現場での発掘は、バーミングハム・アーケオロジーによって2010年から2012年にかけて行われた。チャンネル4のテレビ番組『タイム・チーム』の考古学者たちは2011年にその遺跡を訪れ、発掘についての特別番組「シェイクスピアの家の探索」は2012年3月11日に放送された。また、BBC1のナショナル・トレジャーズは2011年8月にサイトで生放送した。遺跡から見つかったものはチューダー様式の構造の存在を示唆していたが、シェイクスピアの本来の家の平面図については不明瞭のままであった。

### ストラトフォード・アポン・エイヴォンの土製パイプの破片
研究により、シェイクスピアのストラトフォード・アポン・エイヴォンの庭で近年発掘された土製パイプの破片には、大麻とタバコ、コカインと思われる残留物が付着していたことが分かった。この研究結果はSouth African Journal of Science誌で発表された。このことから、シェイクスピアが大麻を使用していた可能性があると推測される。大麻はエリザベス朝の人々のあいだではある種の病気の治療に使用されていたことが知られている。帆船、綱、衣料品を製造するための材料として用いられたほか、娯楽目的で使われたとも考えられる。 しかしながら、破片が残っているこのパイプはシェイクスピア以外のだれか（一人、あるいは複数の人物）のものかもしれないし、シェイクスピアが家に在住していた時期のものだと断定できる材料もない。

## 一般公開
ニュー・プレイスは一般公開されていたが、発掘・整備のため2015年に一次閉館した。2016年7月には公開される予定だったが整備が遅れ、2016年8月20日に再公開された。

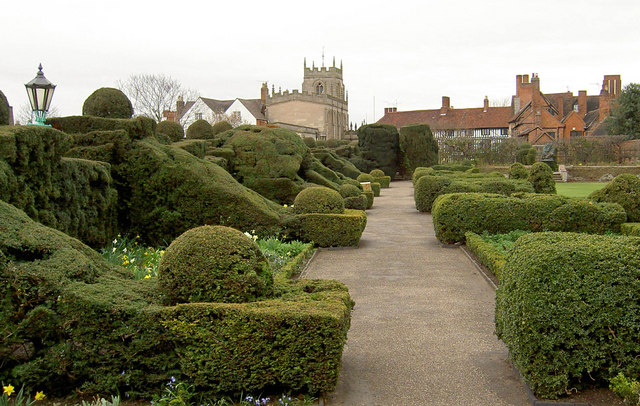
庭
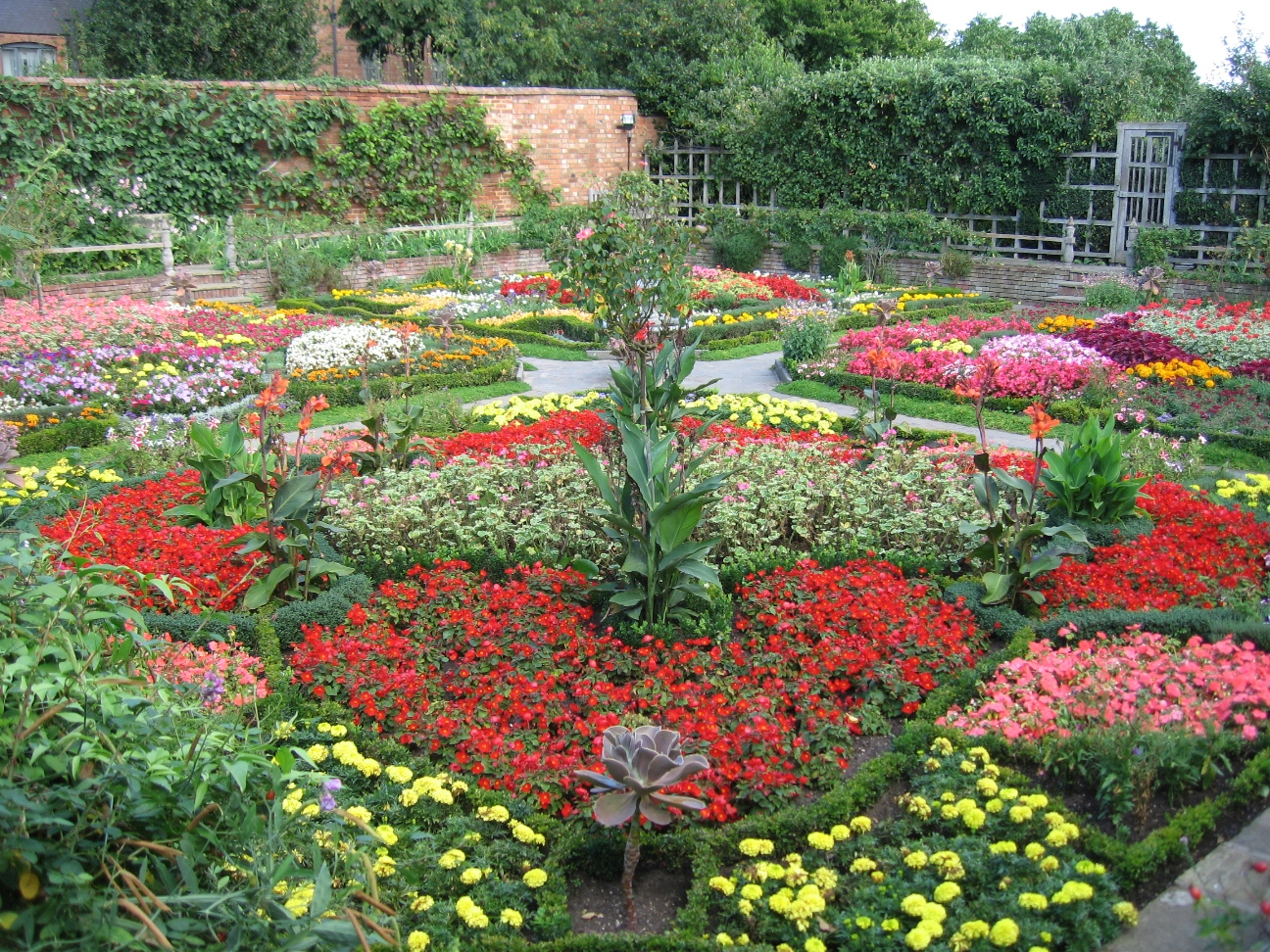
ニュー・プレイスのノットガーデン
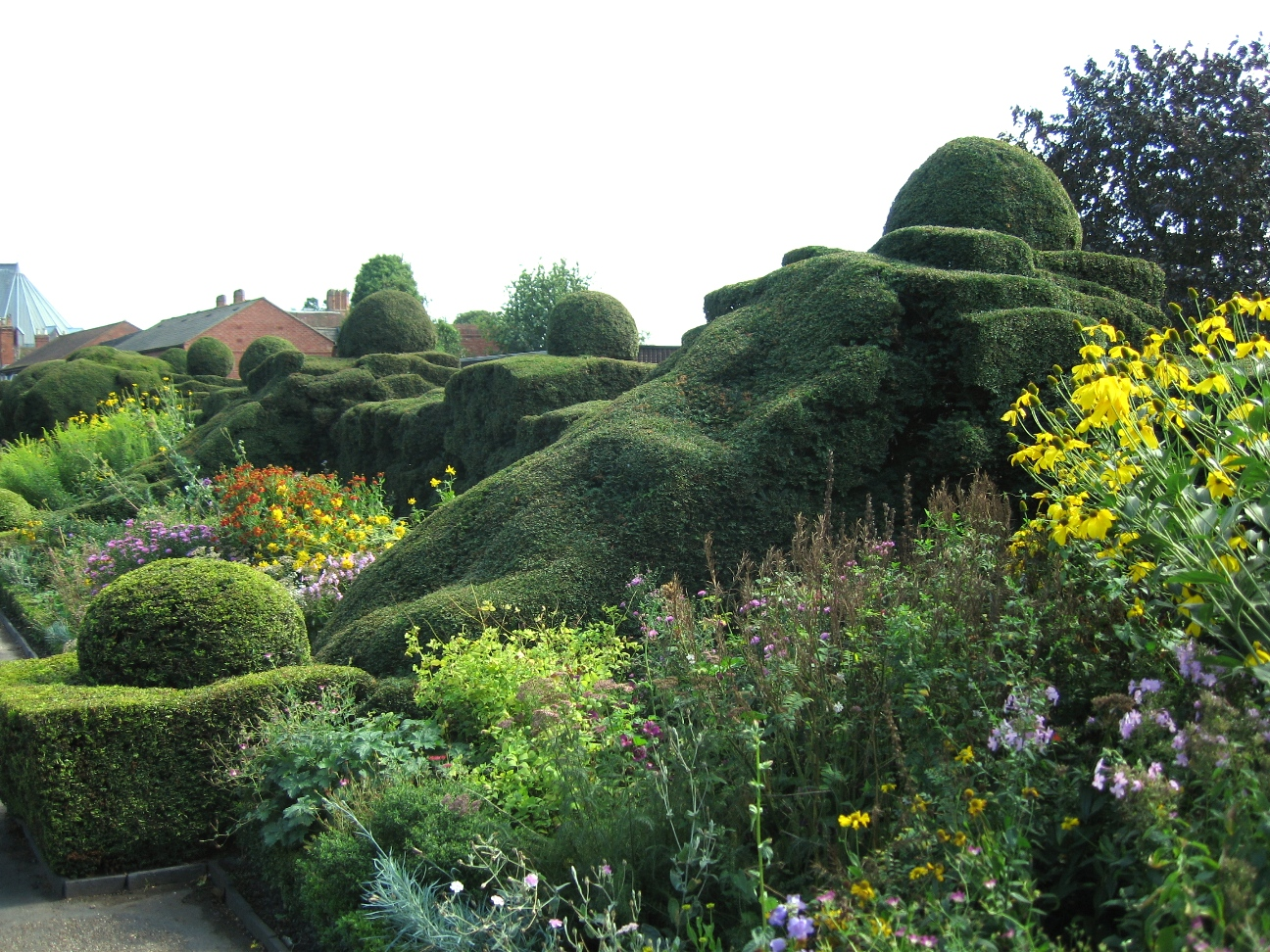
ニュー・プレイスの庭
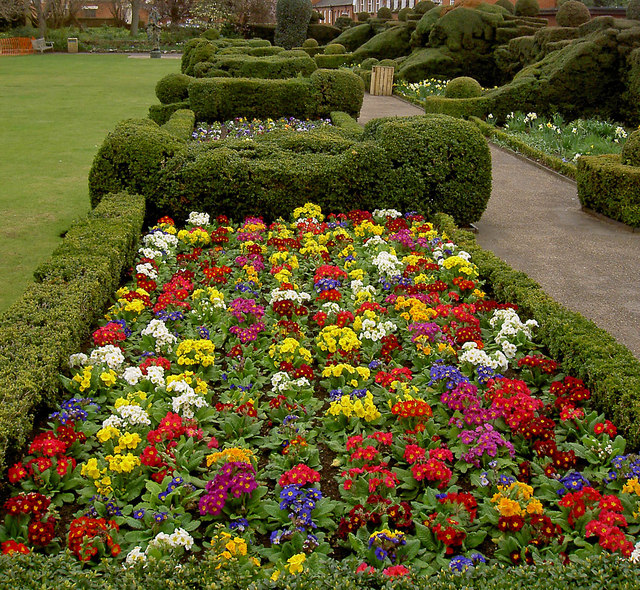
ニュー・プレイスの庭